# Goba
Goba is een stad in Ethiopische regio Oromiya.
In 2005 telde Goba 50.650 inwoners.